# William Clifford (attore)
William Clifford, nato William Morris Clifford (Cincinnati, 27 giugno 1877 – Los Angeles, 23 dicembre 1941), è stato un attore statunitense.
Non va confuso con lo sceneggiatore William H. Clifford (1874-1938)

## Filmografia
- The Seal of the Church, regia di William F. Haddock - cortometraggio (1910)
- The Debt Repaid, regia di William F. Haddock - cortometraggio (1910)
- The Paleface Princess, regia di William F. Haddock - cortometraggio (1910)
- The Padre's Secret, regia di William F. Haddock - cortometraggio (1910)
- The Employer's Liability, regia di Henry Otto - cortometraggio (1912)
- The Padre's Gift - cortometraggio (1912)
- A Romance of Hawaii, regia di Henry MacRae - cortometraggio (1914)
- The Second in Command, regia di William J. Bowman (1915)
- A Double Deal in Pork, regia di Frank Lloyd - cortometraggio (1915)
- The Silent Voice, regia di William Bowman 1915
- Rosemary, regia di Fred J. Balshofer, William Bowman (1915)
- The Terror of the Fold, regia di William J. Bauman - cortometraggio (1915)
- The Bait, regia di William Bowman (1916)
- A Corner in Cotton, regia di Fred J. Balshofer (1916)
- The Heart of Tara, regia di William J. Bowman (1916)
- The Hidden Law (1916)
- The Leopard's Bride (1916)
- The Jungle Outcasts - cortometraggio (1916)
- Highlights and Shadows - cortometraggio (1916)
- A Kaffir's Gratitude - cortometraggio (1916)
- Clouds in Sunshine Valley - cortometraggio (1916)
- The Lion's Nemesis - cortometraggio (1916)
- The Star of India, regia di Charles Swickard (1916)
- A Siren of the Jungle, regia di Charles Swickard - cortometraggio (1916)
- The Good-for-Nothing Brat, regia di Charles Swickard - cortometraggio (1916)
- The Ostrich Tip - cortometraggio (1916)
- Fate's Decision, regia di Charles Swickard - cortometraggio (1916)
- Destiny's Boomerang, regia di Charles Swickard - cortometraggio (1916)
- The Trap, regia di Alan James (come Alvin J. Neitz) (1916)
- The Jungle Flash Light - cortometraggio (1916)
- Tangled Hearts - cortometraggio (1916)
- Sins of Her Parent, regia di Frank Lloyd (1916)
- The Island of Desire, regia di Otis Turner (1917)
- The Jewel of Death, regia di Milton J. Fahrney - cortometraggio (1917)
- The Call for Help, regia di Henry MacRae - cortometraggio (1917)
- A Jungle Tragedy - cortometraggio (1917)
- Out of the Wreck, regia di William Desmond Taylor (1917)
- Il marchese d'Evremonde (A Tale of Two Cities), regia di Frank Lloyd (1917)
- Snow White - cortometraggio (1917)
- Pay Me!, regia di Joseph De Grasse (1917)
- Under Handicap, regia di Fred J. Balshofer (1917)
- Paradise Garden, regia di Fred J. Balshofer (1917)
- Young Mother Hubbard, regia di Arthur Berthelet (1917)
- The Square Deceiver, regia di Fred J. Balshofer (1917)
- The Avenging Trail, regia di Francis Ford (1917)
- Browand Bill (Broadway Bill), regia di Fred J. Balshofer (1918)
- The Landloper, regia di George Irving (1918)
- Gambling in Souls, regia di Harry F. Millarde (1919)
- A Man of Honor, regia di Fred J. Balshofer e, non accreditato, Harold Lockwood (1919)
- The Long Arm of Mannister, regia di Bertram Bracken (1919)
- The Confession, regia di Bertram Bracken (1920)
- The Turning Point, regia di J.A. Barry (1920)
- Parted Curtains, regia di Bertram Bracken, James C. Bradford (1920)
- An Adventuress, regia di Fred J. Balshofer (1920)
- Notorious Miss Lisle, regia di James Young (1920)
- Sowing the Wind, regia di John M. Stahl (1921)
- The Mask, regia di Bertram Bracken (1921)
- Ashes of Vengeance, regia di Frank Lloyd (1923)
- Stepping Lively, regia di James W. Horne (1924)
- The Lion's Mate, regia di Bertram Bracken - cortometraggio (1925)
- Three Miles Up, regia di Bruce Mitchell (1927)
- Out of the Past, regia di Dallas M. Fitzgerald (1927)
- The Chinatown Mystery, regia di J.P. McGowan - serial (1928)
- Beyond the Smoke, regia di Bruce Mitchell - cortometraggio (1929)